# Quận 14, Paris
Quận 14 của Paris (còn có tên là quận Observatoire, nhưng tên gọi này ít được dùng trong đời sống thường nhật) nằm ở phía nam thành phố, hữu ngạn sông Seine. Nó tiếp giáp với các quận 13, 5, 6 và 15. Quận 14 là một quận có khá đông sinh viên bởi có sự góp mặt của cư xá của Đại học Quốc tế Paris.
Vào năm 1999, dân số của quận là 132.844 người, trên một diện tích 564 ha, tức 23.554 người/km². Quận trưởng của quận là ông Pierre Castagnou, từ 2001.